# Temps de silenci
Temps de silenci (en español: Tiempo de silencio) es una serie de televisión catalana estrenada por TV3 en enero de 2001 que tiene como eje central la vida de una familia acomodada de Barcelona desde poco antes de la Guerra civil hasta la actualidad. Los 52 episodios de que consta finalizaron en abril del 2002.

## Argumento
La serie narra la historia de una familia, los Dalmau, desde 1935 hasta 1998. La primera parte de la serie abarca desde el verano de 1935 hasta el 1975. Originalmente, la serie tendría que haber finalizado ahí, pero el éxito de la misma hizo que TV3 y Diagonal TV la extendieran hasta 1998.
Durante la primera parte, el hilo conductor es la historia de Isabel Dalmau a través de sus diarios. Isabel, una joven de familia acomodada de Barcelona, se enamora de Ramón Comes, hijo del servicio. La historia empieza en verano de 1935, justo antes del estallido de la Guerra Civil, y en su historia se interponen el momento histórico que les toca vivir y una serie de hechos ajenos a su voluntad que les impedirá vivir plenamente su amor. 
La historia explica la guerra desde el lado de la gente que la vivió y el tiempo de posguerra y dictadura que la siguieron. El sufrimiento, el dolor y los sacrificios de la posguerra llevan a los cambios que el tiempo provoca en la situación social de los protagonistas. La acomodada familia Dalmau sufre la crisis del textil, mientras que los Comes ven prosperar su negocio. 
A partir de 1981, tras la muerte de Isabel, es su hija Núria Ribalta quien toma el hilo de la narración a través de la transición democrática y los años 80 y 90 hasta el momento en que su hija, también llamada Isabel, parte a estudiar al extranjero y recibe de su madre los diarios de su abuela.

## Personajes

### Familia Dalmau
- Francesc Dalmau Surroca (Josep Maria Pou) (1885-1936, 51 años): patriarca de la familia. Muere en el accidente de coche provocado por su esposa después que le dijera que iba a abandonarla por su secretaria.
- Victòria Muntaner (Isabel Rocatti) (3 de julio de 1895-1976, 81 años): esposa de Francesc y matriarca de la familia. Una mujer dominadora y manipuladora que mata a su marido antes que la deje por otra. De carácter fuerte, en algún momento de la serie muestra compasión. Más tarde, cuando Carmeta (que no sabe leer) recibe una carta de su hijo Ramón desde la prisión, le miente diciéndole que es de un concurso de la radio para que Isabel no sepa que sigue vivo y se case con Frederic. Para ella las apariencias lo son todo. En 1965 sufre una embolia que le dejará secuelas hasta su muerte, en 1976, en un estado de demencia senil.
  - Francesc Dalmau Muntaner (Òscar Molina) (1908-1936, 28 años): primogénito de Francesc y Victòria. Muere en el accidente de coche orquestado por su madre para asesinar a su padre.
  - Llorenç Dalmau Muntaner (Pep Pla) (1913-1992, 79 años): segundo hijo de Francesc y Victòria. Un arquitecto el cual, después de la muerte de su hermano mayor, se ve obligado a tomar las riendas de la fábrica textil familiar, Filatures Dalmau, y a sacrificar sus sueños. Al contrario que su madre tiene poco carácter, por lo cual casi siempre acabará haciendo la voluntad de su madre y su esposa Marta. Le encarcelan después de la guerra por colaborar con la República, pero su hermano Joaquim le saca de la prisión con una confesión falsa, que él firma por su esposa y su hijo. La crisis del textil afecta a la fábrica, que tiene que cerrar en los setenta. Llorenç había pedido un crédito para ampliar la fábrica, con la casa de aval, y lo pierde todo. Pero, gracias a que Ramon compra la casa, no tienen que irse de ella. Muere en 1992, poco después de los Juegos Olímpicos de Barcelona, sentado en el sofá junto a su esposa, pocos minutos antes que esta.
  - Marta Ribalta (Rosa Gamiz) (1913-1992, 79 años): la esposa de Llorenç. De carácter cada vez más parecido al de Victòria, pero, al contrario que esta, quiere de verdad a su marido. En 1992, se queda ciega debido a una diabetes incontrolada. A medida que pasan los años, cada vez se vuelve más histérica, pero finalmente la edad y la ceguera la vuelven más amable. Acude, con su marido, a la inauguración de los Juegos Olímpicos de Barcelona. Muere poco después del final de los juegos, sentada en el sofá junto a su marido, pocos minutos después que este.
    - Francesc Xavier Dalmau Ribalta (Joan Carreras Valldeperes) (1939, 61 años): el único hijo de Llorenç y Marta. Su primera esposa, Maria Mercè, le abandona por un cura. La segunda muere en un accidente de avión. Finalmente, encontrará la estabilidad con Regina, una abogada del bufete de su prima Nuria. Orgulloso y presumido de joven, trabaja en la inmobiliaria de su suegro hasta el divorcio y luego entra en la cadena de electrodomésticos Comes, sin mucho éxito. Acaba sentando la cabeza y trabajando en la Generalidad. De joven no se lleva muy bien con su prima Núria, pero los años le cambian y al final se convierten en buenos amigos.
    - Maria Mercè Mascarell (Aina Clotet) (1943, 57 años): la primera esposa de Francesc Xavier. Le echa de casa por sus infidelidades, pero se acaban reconciliando. Más tarde, ella se enamora de un cura, mosén Jordi, y echa de casa a su marido para siempre. Se casa con el cura años después, cuando este obtiene la dispensa papal.
    - Mireia (1944-1987, 43 años): la segunda esposa de Francesc Xavier. Tiene un hijo, Gerard, de una relación anterior que vive con ellos. Muere en 1987, en un accidente de avión cuando volvía de Roma. Gerard tiene que irse a vivir con su padre biológico, Joan Badia, aunque Francesc Xavier le puede ver de vez en cuando.
    - Regina Herrero (1951, 49 años): una abogada que estudió con Núria. Cuando hace falta más gente en el bufete, Núria se la propone a su tío. Acabará siendo la pareja de Xavier, con quién adoptará a un niño nepalí.

  - Isabel Dalmau Muntaner (Cristina Dilla) (1915-1981, 66 años): la única hija de Francesc y Victoria. Ramon es el gran amor de su vida (abandona a su prometido, Enric, por él) y se casa con él durante la guerra civil, en 1938, pero él debe partir hacia el frente. El matrimonio no es válido después de la guerra, y creyéndole muerto, se casa con Frederic. Luego descubre que Ramon sigue vivo, pero es demasiado tarde. Después de muchos años de tensión y de verse de lejos, se convierten en amantes, pero se acaba cuando la esposa de él se suicida cuando lo descubre. Años más tarde, en 1973, ella abandona a su marido por él. Pero, al descubrir que a Frederic le quedan pocos meses de vida, vuelve con él para que no muera solo. Una vez viuda, se casa con Ramón en 1975. Isabel pierde a su primer hijo siendo un bebé y después solo puede tener otra hija, Núria. Muere en junio de 1981. La tarde antes, le dio a su hija sus diarios, que ella decidió continuar.
  - Frederic Ribalta (Pep Ferrer) (1909-1974, 64 años): marido de Isabel y hermano de Marta. Un doctor homosexual enamorado de Llorenç, al que prometió que jamás engañaría a su hermana con otro hombre, y lo cumplió (años más tarde, Isabel sabrá la verdad sobre él). La gran obra de su vida es una historia de la Medicina en Cataluña a la que ha dedicado muchos años, que su familia decide editar privadamente cuando descubren que le queda poco tiempo de vida. Muere en el 74, de leucemia.
    - Núria Ribalta Dalmau (Sara Loscos) (1948, 52 años): la única hija de Isabel y Frederic. Una abogada intelectual rebelde que luchará contra el franquismo y será diputada en las Cortes, viéndose atrapada por el golpe de Estado del 23F. Se casará primero con un compañero en la lucha, Lluís, pero le dejará por Antonio, su primer amor, que morirá en el 77 salvando la vida de su tío Joaquim. Cuando abandona el Congreso, Núria entra en el despacho de su tío Joaquim. Un tiempo después, conoce a Andreu, inicia una relación con él y se queda embarazada de su única hija, Isabel. Él abandona a su mujer y se casan, pero la relación es complicada desde el principio, en parte debido al orgullo de Núria y en parte por sus diferentes maneras de ver las cosas. En 1994, le ofrecen formar parte de la comisión de juristas que redacta el nuevo Código Penal y poco después, a inicios de 1995, le ofrecen ser asesora del Ministerio de Justicia e Interior. Acepta y tiene que pasarse toda la semana en Madrid. Al final, la tensión y sus puntos de vista diferentes acaba haciendo que Andreu le pida la separación a principios de 1995. Su hija le da un duro golpe cuando elige quedarse con su padre y es su primo Xavier quien consigue animarla. En el último capítulo, ella y Andreu vuelven a juntarse.
    - Andreu Carbonell (Marc Cartes) (1953, 47 años): el segundo marido de Núria. Es periodista, locutor de radio y presentador de televisión. Cuando se conocen, está casado y no quiere abandonar a su esposa, Joana, porque esta le necesita al estar en silla de ruedas. Esto causa conflictos en la relación hasta que rompen, pero se reconcilian cuando él la va a buscar a Madrid después del 23F. Núria se queda embarazada y se casan. Él luego acepta el puesto de corresponsal de TV3 en Nueva York y más tarde de director de un periódico, el Actual cuya dirección deja tras varios años, en 1994, debido a diferencias de opinión con el propietario y una bajada en las ventas. Tras eso, vuelve a la radio, pero no es lo mismo que antes. Su esposa no entiende su actitud conformista. A principios de 1995, la tensión y sus puntos de vista diferentes acaba haciendo que Andreu le pida la separación a Núria pero, en el último capítulo, vuelven a juntarse.
      - Isabel Carbonell Ribalta (Mariona Castillo) (1982, 18 años): la única hija de Núria y Andreu. Adora a su padre y, aunque quiere a su madre, tiene problemas con ella en más de una ocasión, quejándose que no tiene mucho tiempo para ella. Cuando sus padres se separan, ella elige quedarse con su padre. Estudia violín. Al final de la serie, se va a estudiar al extranjero y recibe de su madre los diarios de su abuela.

  - Joaquim Dalmau Muntaner (David Bagés) (1918-1997, 79 años): el hijo pequeño de Francesc y Victòria. De joven era franquista y luchó en la guerra civil del bando franquista y después en la División Azul. Abogado de profesión, años más tarde sus creencias dan un giro hacia la libertad y la democracia, especialmente desde que no pudo salvar a su medio hermano, Pau Genovès, y por la influencia de su esposa Renée. Firma en contra del proceso de Burgos. En 1994, recibe el premio de juristas Pere Albert, pero su pasado franquista le pasa factura y debe renunciar a él. Muere en octubre de 1997.
  - Renée Pinaud (Angels Bassas) (1931-1996, 65 años): la esposa francesa de Joaquim. Trabaja en el consulado francés en Barcelona. En 1996, cuando decide jubilarse, empieza a sufrir fuertes dolores de cabeza que ella atribuye a migrañas. En una revisión rutinaria a su marido, se le hacen unas pruebas que confirman que padece un tumor cerebral. Joaquim y su hija Renée al saberlo deciden esconderle el diagnóstico, pero ella poco después acude a otro médico por su cuenta y conoce su enfermedad. Pasa sus últimos días de vida en familia junto a su marido, su hija y su nieto. Muere la primavera de 1996.
    - Renée Dalmau (Alba Sanmartí) (1965, 35 años): la única hija de Joaquim y Renée. Rebelde de joven, se ve atrapada en las drogas por culpa de su prima francesa, pero consigue salir de ella. Se enamora de Jaumet, pero cortan porque él dice que se siente "atrapado". Se pone celoso cuando ella se interesa por un chico cubano durante los Juegos Olímpicos, que cree que es el atleta Javier Sotomayor y Jaumet descubre que es un portero de discoteca. Él le dice que Jaumet sigue loco por ella. Renée y Jaumet se reconcilian, se van a vivir juntos después de los juegos y, más tarde, se casan. Después de intentarlo durante un año y medio, descubren que Jaumet tiene problemas porque su esperma es vago, y Renée tiene que inseminarse. Tienen a Cesc en el 1996 y otros dos hijos mencionados en el epílogo.
- Clara Genovès Alemany (Txe Arana) (1918-1936, 18 años): secretaria de Francesc Dalmau, son amantes y tienen un hijo, Pau Genovès. Muere en un bombardeo a la ciudad durante la guerra.
  - Pau Genovès Alemany (1934-1962, 28 años): hijo de Francesc y Clara. Ejecutado por matar a Paco Hernández el día de Navidad de 1962. Nunca sabrá que pertenece a los Dalmau.

### Familia Comes
- Carmeta Castells (Àngels Poch) (1890-1980, 90 años): Carmeta sirvió toda su vida a la familia Dalmau. Viuda con dos hijos, uno de los cuales, Joan, lo pierde durante la guerra, formando parte de la "Quinta del Biberón". Cuando, en 1974, descubre que la señora Victoria le mintió al leerle una carta de su hijo para que Isabel no supiera que seguía vivo y se casara, se va a vivir con las monjas en San Galdric, pero regresa más tarde. A su regreso y tras la muerte de Victoria en 1975 se instala junto a su hijo Ramón y a su nuera Isabel en el principal de Can Dalmau. Allí vivirá hasta su muerte el verano de 1980, tras celebrar una cena con toda la familia, incluido Jaume cuyo regreso la colma de felicidad.
  - Ramon Comes Castells (Àlex Casanovas) (1914-1977, 63 años): el hijo mayor de Carmeta. Luchador republicano durante la guerra civil. Isabel es el amor de su vida y se casa con ella, pero debe partir al frente. Cuando vuelve, descubre que ella le creía muerto y se ha casado con Frederic. Se casa con una ex prostituta viuda, Dolors, y adopta a su hijo Jaume como propio. Hará fortuna con una tienda de electrodomésticos que convierte en cadena. Él y Isabel se convierten en amantes, hasta que su esposa se suicida cuando lo descubre. Años más tarde, en el 73, ella deja a su marido por él y finalmente se casan de nuevo en el 75 una vez ella enviuda. Tiene una ataque al corazón, pero aun así se presenta a las primeras elecciones democráticas del 77 por el Pacto Democrático por Cataluña. Muere la misma noche día en el que fueron celebrados los comicios, mientras duerme.
  - Dolors Gelabert (Lluïsa Castell) (1915-1963, 48 años): una ex prostituta viuda con un hijo que se convierte en amante de Ramón y se casan cuando le hace creer que está embarazada. Se suicida cuando descubre que Ramón e Isabel son amantes y que él la iba a dejar por ella. 
    - Jaume Codina (Daniel Klamburg) (1931, 69 años): el hijo adoptivo de Ramon, a cuya sombra siempre se siente. En 1978, abandona a su familia por otra mujer, pero acaba volviendo en 1980 y su esposa le perdona. Hereda la cadena de electrodomésticos y luego se une a la cadena Elite.
    - Teresa (1935, 65 años): esposa de Jaume. Será ella quien acuda en busca de Jaume para que este regrese a casa en verano de 1980.
      - Jaume Codina "Jaumet" (1967, 33 años) (Juanra Bonet): hijo mayor de Jaume y Teresa, trabaja en la tienda de electrodomésticos. Sale con Renee, pero corta con ella porque dice que se siente "atrapado". Luego se pone celoso cuando ella se interesa por un chico cubano durante los Juegos Olímpicos, que cree que es el atleta Javier Sotomayor. Él le sigue y descubre que es un portero de discoteca. Renée y Jaumet se reconcilian, se van a vivir juntos después de los juegos y, más tarde, se casan. Se pasan un año y medio intentando tener un hijo hasta que descubren que es Jaumet tiene problemas porque su esperma es vago. La inseminación artificial funciona y tienen a Cesc en 1996 y otros dos hijos mencionados en el epílogo.
      - Pere Codina (1971, 29 años) (Pablo Derqui): hijo menor de Jaume y Teresa, trabaja en la tienda de electrodomésticos. Está enamorado de Renée y celoso de su hermano Jaume, con el que no se lleva bien. Las cosas explotan cuando Renée se queda embarazada y él se pega a ellos como una lapa. Después de una pelea con Jaume, se emborracha y acaba intentando besar a Renée y confesando sus sentimientos. Le dice a su padre que no quiere pasarse la vida a la sombra de su hermano, le pide que le avance una parte del dinero de la herencia y se va de Barcelona para rehacer su vida en otra parte.

  - Joan Comes Castells (Bruno Bergonzini) (1919-1938, 19 años)

### Familia Hernández
- Paco Hernández (Miquel Gelabert) (1915-1962,47 años): portero del edificio de los Dalmau en los sesenta. Muere asesinado por Pau Genovès en la Nochebuena de 1962 coincidiendo con una gran nevada sobre la ciudad de Barcelona.
- Avelina Utrera (Mayte Caballero) (1915,85 años): esposa de Paco con quien tiene dos hijos, Rocío (Rossy) y Antonio. Sustituye a Consol como portera del edificio de can Dalmau.
  - Antonio Hernández Utrera (Julio Manrique) (1939-1977, 38 años): hijo mayor de Paco y Avelina y luchador antifranquista. Abandonará a su mujer por Núria, su gran amor. Se pasa tres años en prisión por culpa de sus convicciones. Muere en febrero de 1977, el día después de salir de prisión, salvando la vida de Joaquim de un asesino.
  - Rocío "Rossy" Hernández Utrera (Montse Morillo, Leo Castro) (1948, 52 años): hija pequeña de Paco y Avelina. Es la mejor amiga de Núria y trabaja en la tienda de Ramon. En 1991, descubrirán que su piso tiene aluminosis. Albert es su primer amor y se casa con él pronto, aunque a veces su actitud la desespera.
  - Albert Mussons Santacreu (Andreu Banús) (1949, 51 años): marido de Rossy, trabaja en la tienda de Ramon. Más tarde, pone un videoclub que no tiene éxito y, unos años después, hereda el bar de Mingo. En 1994, acompaña a su hija Eulàlia a un casting para la serie Poblenou, pero le acaban cogiendo a él. La primera escena le sale bien, pero cuando le llaman por segunda vez, acaban cortando la escena y es el fin de su carrera.
    - Eulàlia Mussons Hernández (1977, 23 años): hija de Albert y Rossy, gemela de Núria. Nacen en 1977. En 1994, hace un casting para la serie Poblenou, pero no la cogen.
    - Núria Mussons Hernández (1977, 23 años): hija de Albert y Rossy, gemela de Eulàlia. Nacen en 1977.

### Familia Burrull
- Manel Burrull (Santi Ibáñez) (1935, 65 años): propietario del supermercado de la plaza que substituye al colmado que antaño regentaba Sebastià. Se pelea a menudo con su hijo, ya que tienen ideologías diferentes, aunque nunca en serio. Años después de enviudar, se siente atraído por Concha, la dependienta del supermercado, y sus amigos le obligan a compartir habitación de hotel con ella durante el viaje a la final de la Liga de Campeones de la UEFA de Wembley. Por la noche, él se le confiesa y ella se mete en su cama. Se casan tres semanas después.
- Pepita Frontissa Gelabert (Asun Planas) (1937-1982, 45 años): esposa de Manel. Muere a principios de los años ochenta a causa de una enfermedad.
  - Ignasi "Nasi" Burrull Frontissa (Biel Durán) (1960, 40 años): el hijo adolescente de Manel y Pepita, hippie y rebelde. El golpe de Estado del 23F le pilla haciendo la mili en Valencia.
- Concha (Blanca Apilánez) (1941, 59 años): segunda esposa de Manel. Empieza trabajando para él en el supermercado. Le toca una plaza para el viaje a la Copa de Europa de Wembley y los amigos de Manel le obligan a compartir habitación de hotel con ella. Por la noche, él le confiesa sus sentimientos y ella se mete en su cama. Se casan tres semanas después y en 1995 tienen un hijo.
  - Neus (María Bonet) (1980, 20 años): hija de Concha, a la que Manel quiere como propia.

### Otros
- Consol (Julieta Serrano) (1880-1956, 76 años): portera de la casa de los Dalmau hasta los años cincuenta. Su hijo, Constantí, es ejecutado después de la guerra por republicano. En sus últimos años de vida sufre constantes delirios con su hijo Constantí como protagonista. 
  - Constantí (Marcel Tomàs) (1904-1939, 35 años): el hijo de Consol. Chófer de los Dalmau antes de la guerra, lucha en esta del bando republicano y es ejecutado al finalizar debido a la posición que ocupó durante la misma.
- Sebastià (Xavier Soler) (1902-1974, 72 años): propietario del ultramarinos de la plaza, el colmado Riera, con pocos escrúpulos a la hora de hacer negocios. Muere en 1974, sentado delante de su ultramarinos. Sorprende a todos ya en sus últimos días, con una carta a modo de testamento en la que reconoce ser aficionado al Real Madrid, hecho que sorprende a todos aquellos que creían conocerle bien.
- Hermínia (Rosa Boladeras) (1918, 82 años): sirvienta de los Dalmau que, preocupada durante muchos años por no tener novio, se casa por fin con un viudo, Marià, con seis hijos a los que quiere como propios.
- Domingo "Mingo" Morell Serratosa (Xicu Massó) (1901-1989, 88 años): dueño del bar de la plaza. A principios de los ochenta, ya superados los hechos del 23-F, se retira a una residencia y su bar pasa a manos de Ton. Cuando muere, le lega el bar a Albert.
- Joana (Mercè Dieman-Hartz) (1947, 53 años): primera esposa de Andreu Carbonell, de quien fue profesora. Al acabar la carrera iniciaron una relación y él la abandonó para embarcarse en otra relación que fracasó. Joana recogió a Andreu y le concedió una segunda oportunidad. Fue entonces cuando él, agradecido, le pidió matrimonio y se casaron. Cuando pensaban tener hijos, sufren un accidente de tráfico, sin consecuencias para él, pero que la deja a ella postrada en una silla de ruedas. Imparte clases de Filología y recibe premios a su trayectoria y labor profesional. Después del divorcio, siguen siendo amigos. En ella se personifican los principales temores y dudas de Núria en sus inicios con Andreu, cuando este se niega a dejar a Joana en su situación. Años más tarde, se va a vivir con Massaguer.
- Ricard Saura (1949, 51 años): un amigo de Núria y Andreu, miembro del PSOE. Una vez separada de Andreu, Núria tiene un lío de una noche con él.
- Jordi Massaguer (Lluís Marco) (1928, 72 años): propietario del periódico "Actual", separado y con dos hijos que viven en el extranjero. En 1992, Joana se va a vivir con él.
- Mossèn Ventós (Santi Pons) (1917, 83 años): cura amigo de la familia, que suele interceder en más de una ocasión en los asuntos familiares de los Dalmau.
- Sr. Bernat (Ernest Serrahima) (1927, 73 años): director de la sucursal bancaria de Caixa Tarragona a partir de los ochenta. Elegante y formal, pero amable.
- Rita (1954, 46 años): sirvienta de los Dalmau a partir de los ochenta.
- Pep Gibert (1957, 43 años): periodista del "Actual", escribe un artículo sobre la aluminosis por el que es despedido. Núria se ofrece a llevar su caso por despido improcedente, pero él, que parecía muy idealista, retira su denuncia cuando Massaguer le ofrece dinero.

## Series relacionadas
16 dobles fue una serie de televisión que TV3 emitió entre 2002 y 2003 que es una especie de secuela de Temps de silenci. Al final de esta, los hijos de la familia Dalmau deciden vender el edificio familiar, que se convierte en el hotel en que se ambienta 16 dobles. 
Temps de silenci también inspiró la serie de Amar en tiempos revueltos de La 1 de Televisión Española y su secuela, Amar es para siempre en Antena 3.

## Emisión por otros canales
- Temps de silenci: la serie ha sido emitida en TV3 CAT (anteriormente TVC Internacional), Canal Nou y IB3.
- 16 dobles: la serie ha sido emitida en TV3 CAT (anteriormente TVC Internacional), Canal Nou y IB3.
  - En todos los casos en versión original catalán.